# Hacienda Heights
Hacienda Heights är en ort (CDP) i Los Angeles County, i delstaten Kalifornien, USA. Enligt United States Census Bureau har orten en folkmängd på 54 038 invånare (2010) och en landarea på 28,9 km².